# スポーツスタッキング

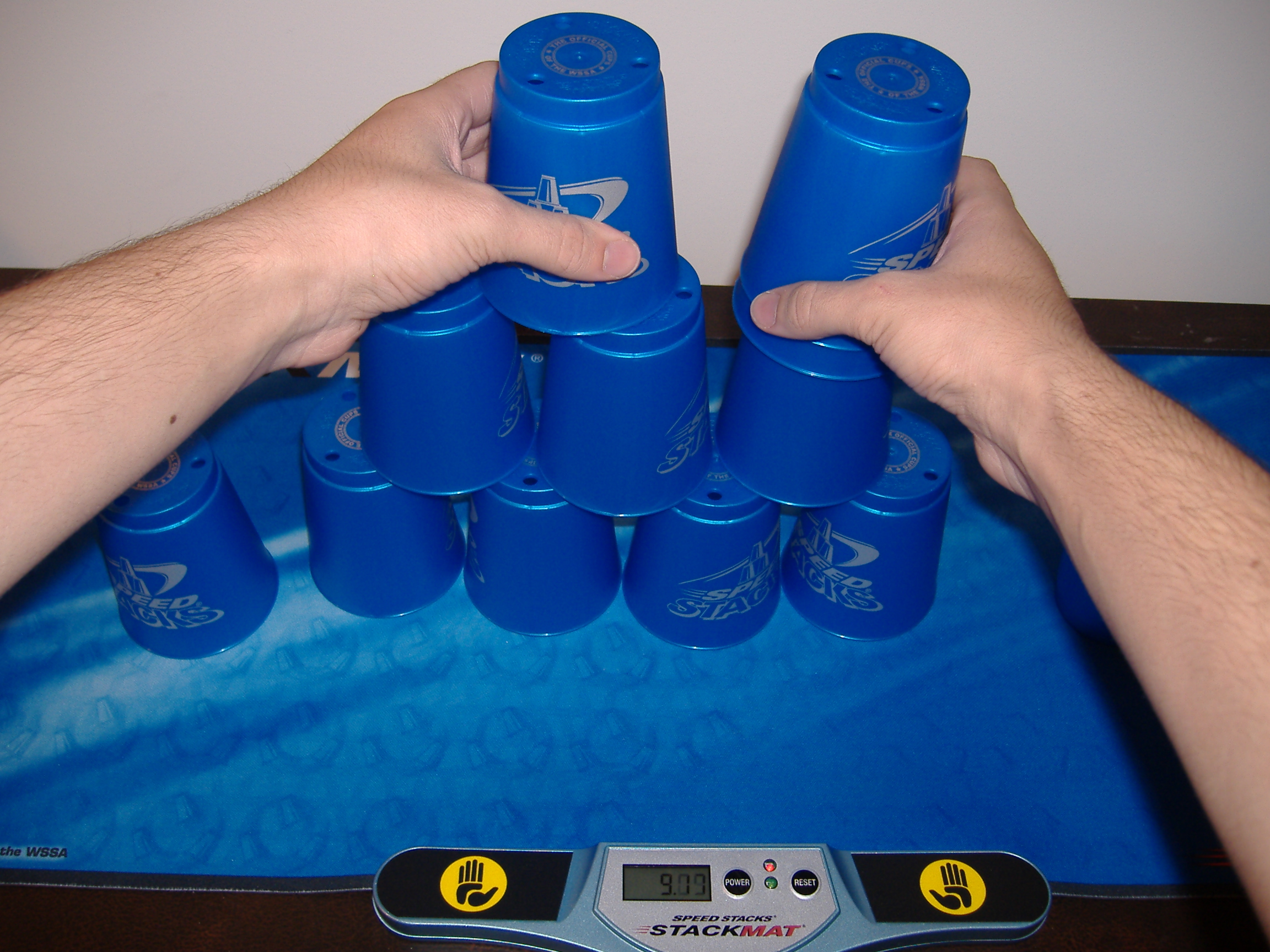

スポーツスタッキングとは、複数のプラスチック製カップを、決められた型に積み上げたり崩したりして、1/1000秒単位でスピードを競うスポーツ。
競技としてのルールも細かく確立されており、年齢・体力・性別を問わない。

## 歴史
1985年頃にアメリカ合衆国・南カリフォルニアで、子供達が紙コップで遊んでいた事から発祥。1990年にテレビ番組『The Tonight Show』にカップスタッキングとして紹介され、注目される。
コロラド州で小学校教師をしていたボブ・フォックスが、スポーツとしての教育的効果を感じ、教え子達にも紹介する。その広がりがテキサス州に渡った後、1998年にボブは教師を退職し、WSSA（世界スポーツスタッキング協会）・スピードスタックス社を設立、普及と振興に専念する。日本ではボブの実弟、ジョン・フォックスが2005年にスピードスタックスジャパンを設立。
スポーツスタッキングは世界中に広がりを見せており、WSSA主催の公式スポーツ競技として、世界大会も開かれている。手先の鍛錬、反射神経や集中力、またチームでの競技をする事によって協調性が促進するとして、多数の国で学校の授業や、高齢者のリハビリ等にも取り入れられている。

## 用具
スピードスタックス（SPEED STACKS）
直径76.5mm、高さ95mmのプラスチック製公式専用カップ。カップには積み重ねた際に空気が抜ける穴や掴みやすい加工を施すなど、競技に適した形状になっている。
「スピードスタックス」は、スピードスタックス社名及びカップの名称。「スポーツスタッキング」は、競技自体の名称。
スタックマット・プロ
1/1000秒まで計測可能な公式プロタイマーとマットのセット。

## ルール
公式大会では「スピードスタックス」と呼ばれる専用のカップを必ず使用する。基本的には、9個（3-3-3競技のみ）または12個のカップを用いる。カップ12個の場合、3つ・6つ・3つに分けて重ねた状態から、決められた形にカップをピラミッド状に積み上げては、必ず最初に戻り崩していく。開始時と終了時に「スタックマット」のタイマースイッチに両手を置き、何秒で出来たかを競う。
3-3-3スタック
9個のカップを使用。伏せて3個重ねた3組のカップを1組ずつピラミッド状に重ね終わったら、最初に戻り、同じ順番で1組ずつ崩して、元のように3-3-3に重ねた型に戻す。
3-6-3スタック
12個のカップを使用。伏せたカップを3個・6個・3個と重ねた3つの山から開始し、1組ずつピラミッド状に積み上げ、最初に戻り、同じ順番で1組ずつ崩して、元のように3・6・3に重ねた型に戻す。
サイクルスタック（3-6-3・6-6・1-10-1・3-6-3）
3-6-3、6-6、1-10-1の順番で行い、最後は3-6-3の状態にして終わる。
6-6
3-6-3が終わった型から、3カップを1組ずつ両手に持ち、左右どちらかにスライドして6カップをピラミッド状に積み上げる。また、もう一つの6つ重なったカップも同様にピラミッド状に積み上げる。最初に戻り同じ順番で崩すが、最初のピラミッドを崩したら、両手に3つずつカップを持ち、そのカップに重ねる様に、もう一つのピラミッドを崩して、最終的には12個全て重なった状態となる。
1-10-1
両手で、1個ずつ取り1個伏せた山、10個重ねた山、1個伏せていない山から始める。センターの10個のカップを両手に5個と4個持ちピラミッド状に積み上げる。次に、左右の1個ずつのカップを両手で取り、カップを伏せて10個のピラミッドをX(エックス)の型に崩し、3-6-3の状態にして終わる。

## 種目
世界記録は2025年現在（G5）。

### 個人戦
- 3-3-3スタック：男子世界記録 1.392秒　女子世界記録 1.530秒
- 3-6-3スタック：男子世界記録 1.751秒　女子世界記録 1.872秒
- サイクルスタック（3-6-3・6-6・1-10-1）：男子世界記録 4.739秒　女子世界記録 4.996秒

3種目の中では、サイクルが最も難易度の高い競技。

### 団体戦
- ダブルス（サイクル）世界記録 5.603秒
- 3-6-3 タイムリレー（四名一組）世界記録 12.234秒

## 過去に取り上げた番組
下記の他、多数の番組で取り上げられている。
- それって!?実際どうなの課 - 女優の「森川葵」のチャレンジ企画
- 世界まる見え!テレビ特捜部
- 奇跡体験!アンビリバボー
- 『ぷっ』すま
- 大阪ほんわかテレビ
- J SPORTS
  - 「コレってスポーツ?」
2007年世界大会の模様や、チーム・ジャパンの活躍等が放送された。また、2008年3月16日に開催された2008 WSSA 日本大会の模様放送も放送された。
  - 「Boomer+」Vol.8
「スポーツスタッキングでギネス世界記録にチャレンジ」の模様が放送された。
- スタピか!
- 関ジャニ∞のジャニ勉
- きになるオセロ
- うたばん
- なるトモ!
- VOICE 関西系ニュース番組。スポーツニュースにてトップスタッカーが紹介される。
- デニーロ!（東海テレビ）愛知県在住のトップスタッカーが出演。
- 情報ライブ ミヤネ屋（読売テレビ）日本チャンピオンが生放送に出演。
- サカスさん（TBS）9歳のトップスタッカーが生放送に出演。
- 世界を変える100人の日本人日本チャンピオンが出演。
- FNNスーパーニュースアンカー（フジテレビ）
- 世界最強の勇者たち（日本テレビ）日本チャンピオンが出演。何度も再放送される。
- たけしのニッポンのミカタ!（テレビ東京）
- サンデーモーニング（TBS）「2010 WSSA ジャパン スポーツスタッキング チャンピオンシップ」の模様が取り上げられた。
- みのもんたの朝ズバッ!（TBS）「2010 WSSA ジャパン スポーツスタッキング チャンピオンシップ」の模様とトップスタッカーが生出演。
- シャキーン!（NHK教育テレビ）小学生のトップスタッカーが出演。

### 『それって!?実際どうなの課』での快挙
中京テレビ（日本テレビ系）のバラエティ番組『それって!?実際どうなの課』では、女優の森川葵のチャレンジ企画の1つとしてスポーツスタッキングを取り上げた。森川葵は様々なチャレンジ企画を初挑戦ながら早く成功させてしまうことから「ワイルドスピード森川」と異名がついており、スポーツスタッキングに対しても25～34歳女性の部で日本記録を上回る好記録（参考記録）を出していた。それからしばらくしスポーツスタッキングのアジア大会にチャレンジする企画が立ち上がり、その模様が2023年11月28日のゴールデン2時間SP内で放送。
まずは日本代表選考につながる記録会に参加し25～34歳女性の部の「3-3-3」で日本新記録を更新(正式記録）するなどして好成績を残し日本代表に選ばれた。アジア大会では「3-6-3」マスターズ１女性部門（個人）で3位の銅メダル、ダブルス25プラス部門（ペア）で2位の銀メダル、「3-6-3」タイムリレー25プラス部門（団体）で1位の金メダルを獲得。団体での金メダルは日本初。